# Hans Buchner (Zoologe)
Hans Buchner (* 6. Oktober 1906 in Augsburg; † 29. Dezember 1997 in München) war ein deutscher Lehrer und Zoologe.

## Leben
Hans Buchner kam als Sohn des Kaufmanns Hans Buchner und dessen Frau Barbara geb. Ludwig zur Welt. Er war katholisch und seit 1937 mit Edeltraud geb. Hartmann verheiratet. Aus dieser Ehe gingen zwei Söhne hervor, darunter der Physiker und Politiker Klaus Buchner, der von 2003 bis 2010 Bundesvorsitzender der ÖDP war.
Hans Buchner studierte an der Universität München Philosophie, Biologie, Chemie und Erdkunde. Danach war er Lehramtsanwärter für den Höheren Schuldienst an der Klosterschule Niederaltaich. In dieser Zeit war er teilweise auch am Berliner Kaiser-Wilhelm-Institut für Biologie wissenschaftlich tätig. Nach seiner Promotion 1937 bekam er ein Stipendium an der Universität Basel, das er 1939 wegen des drohenden Kriegsausbruchs abbrechen musste. 1948 wurde er ins bayerische Kultusministerium berufen, um für zahlreiche Fächer den Neuanfang der bayerischen Gymnasien zu organisieren. 1952 übernahm er als Oberstudiendirektor die Leitung des Gisela-Gymnasiums in München, die er bis zu seiner Pensionierung 1971 innehatte.
Ab 1949 war er daneben als Privatdozent tätig; 1959 wurde er zum Außerplanmäßigen Professor für Zoologie ernannt. An der Universität München unterrichtete er Physiologie der Fortpflanzung und Vererbungslehre. Sein Forschungsgebiet war der Generationswechsel bei Rädertieren, die sich unter bestimmten Voraussetzungen zweigeschlechtlich, unter anderen Bedingungen eingeschlechtlich (parthenogenetisch) fortpflanzen.